# Hekou (socken i Kina, Jilin)
Hekou (kinesiska: 河口, 河口乡) är en socken i Kina. Den ligger i provinsen Jilin, i den nordöstra delen av landet, omkring 240 kilometer sydost om provinshuvudstaden Changchun.
Genomsnittlig årsnederbörd är 1 081 millimeter. Den regnigaste månaden är juli, med i genomsnitt 326 mm nederbörd, och den torraste är januari, med 11 mm nederbörd.